# Нафтова промисловість

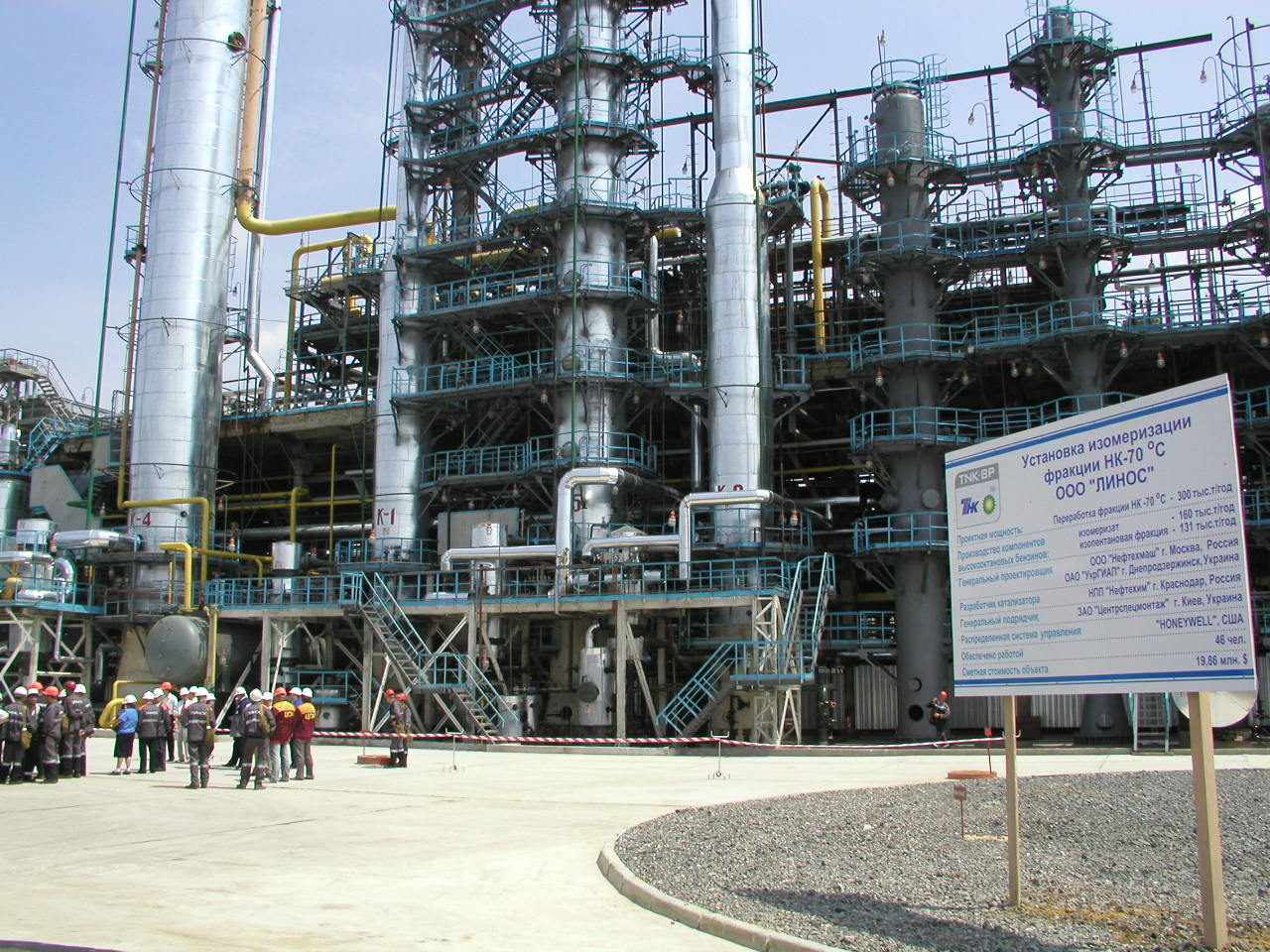
Нафтопереробний завод у Лисичанську, Україна

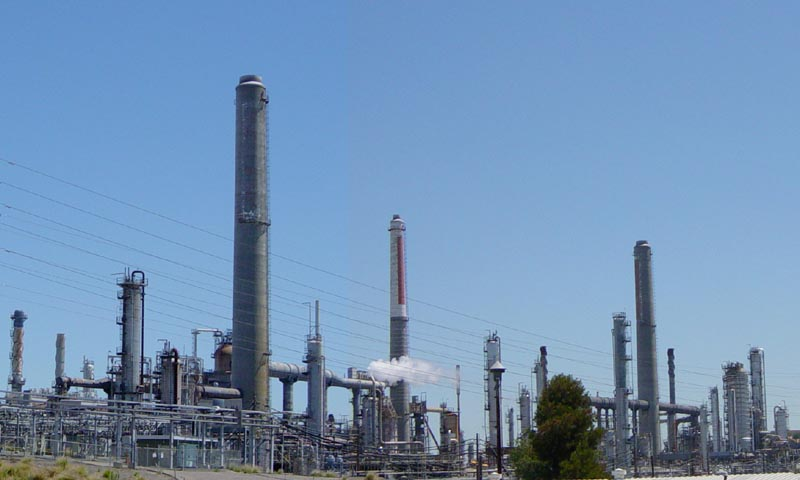
Сучасний нафтопереробний завод компанії Шелл у місті Мартінес

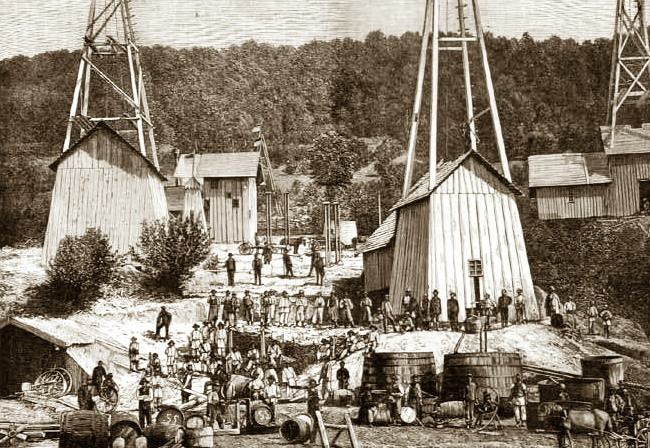
Нафтовидобуток в Галичині у 1881 році

Нафтова промисловість — галузь важкої індустрії, що включає розвідку нафтових і нафтогазових родовищ, буріння свердловин, видобуток нафти і попутного газу, трубопровідний транспорт нафти.

## Історія
За сприяння Радянського Союзу в соціалістичних країнах — членах РЕВ споруджено понад 33 нафтопереробні і нафтохімічні підприємства, зокрема Бургаський нафтопереробний завод (Болгарія), Дунайський завод (Угорщина), завод у Плоцьку (Польща) та інші. Серед капіталістичних країн найпотужніші нафтопереробні підприємства мають США, Японія, Італія, Франція, ФРН, Велика Британія. Зросли потужності нафтопереробної промисловості у багатьох країнах, що розвиваються,— Ірані, Бахрейні, Мексиці, Аргентині, Венесуелі, на Антильських о-вах, у Тринідаді і Тобаго, Індонезії. Заново організовано нафтопереробну промисловість у Кувейті, Саудівській Аравії, Нігерії.